# Simon Károly (informatikus)
Simon Károly (Székelyudvarhely, 1980. április 18. –) erdélyi magyar informatikus, egyetemi oktató.

## Életpályája
A marosvásárhelyi Petru Maior Egyetemen végzett matematika-informatika szakot 2002-ben. A kolozsvári Babeș–Bolyai Tudományegyetemen mesterszakot végzett 2003-ban, majd ugyanott doktorált 2007-ben. Doktori tézisének témája a mesterséges intelligencia, címe Evolutionary Techniques for Data Clustering. Ugyancsak 2007-től adjunktus a Babeş–Bolyai Tudományegyetem matematika és informatika karán.

## Munkássága
Kutatási területei: mesterséges intelligencia, evolutív számítások, optimalizálás és játékelmélet, komplex rendszerek és hálózatok.

### Könyvei
- Simon Károly: Kenyerünk java – A Java programozás alapjai, Kolozsvári Egyetemi Kiadó, 2010.

### Válogatott cikkei
- Simon K., Bálint Zs.: On-line Preferansz and robot player implementations, Pre-proceedings of the 8th IEEE International Symposium on Intelligent Systems and Informatics, Subotica, Serbia, (2010), 303–307.
- Dumitrescu D., Simon K.: A new evolutionary optimization metaheuristics. Clustering and training applications, Journal of Universal Computer Science, special issue, 13 (7), (2007), 942–955.
- Dumitrescu D., Simon K., Víg E.: Genetic Chromodynamics. Data mining and training applications, Proceedings of Knowledge Engineering – Principles and Techniques, Cluj Napoca, (2007), 145-153.
- Dumitrescu D., Simon K.: Genetic Chromodynamics: a new evolutionary optimization metaheuristics. Clustering and training applications, Pre-proceedings of the Int. Conf. Bio-Inspired Computing – Theory and Applications, vol. of Evolutionary Computing Section, Wuhan, China, (2006), 107–116.
- Dumitrescu D., Járai-Szabó F., Simon K.: Link-cell method for neighborhood detection in dynamic evolutionary clustering, Analele Universităţii din Timişoara, (2005).
- Dumitrescu D., Simon K.: A new dynamic evolutionary techniques. Applicaion in designing RBF neural network topologies. II. Numerical Experiments, Studia Univ. Babeş–Bolyai, Ser. Informatica, 50, (2005), 59-69.
- Dumitrescu D., Járai-Szabó F., Simon K.: Link-cell methods for dynamic evolutionary clustering, Proceeding of SYNASC, Timişoara, (2004), 480-490.

## Külső hivatkozások
- A Babeş–Bolyai Tudományegyetem matematika és informatika karának honlapja
- ERGO Egyesület honlapja
- Erdélyi Vándoregyetem honlapja